# كينيث لين
كينيث دوغلاس لين (بالإنجليزية: Kenneth Douglas Lane)‏ هو عالم فيزياء جسيمات أمريكي، وأستاذ للفيزياء في جامعة بوسطن، واشتهر بدوره في تطوير امتداد نماذج تكنيكولور فيزياء ما وراء النموذج العياري.
تلقى كينيث دوغلاس لين بكالوريوس العلوم وماجستير في العلوم في الفيزياء من معهد جورجيا التقني، وهو طالب لدى تشانغ ووك كيم بجامعة جونز هوبكنز، حيث تحصل منها على الدكتوراه عام 1970.
وقد ارتكزت بحوثه في الفيزياء خاصة حول آلية هيغز ونكهة كسر التناظر. وقد شارك مع إستيا إنشتن في امتداد تكنيكولور، كما ساهم أيضا مع إنشتن في بداية عملهما في تشي بي مع كل من كورت غوتفريد، توم كينوشيتا وتونغ-مو يان.
في 1984 كان قد ألف «فيزياء مسرع الجسيمات» (مع إنشتن، إيان هينشليف وكريس كويغ)، الذي تأثر بشدة السعي من أجل اكتشافات المستقبل في جزئيات المصادم مثل فيرميلاب تيفاترون المصادم المغناطيسية فائقة التوصيل، ومصادم الهدرونات الكبير في سيرن. في 2011 حاز لين مع كل من كريس كويغ، وإستيا إنشتن، وإيان هينشليف على جائزة ساكوراي لنظرية فيزياء الجسيمات «على عملهم، كل على حدة ومجتمعة، لرسم مسار استكشاف مقياس فيزياء TeV باستخدام جزئيات مصادم multi-TeV»

## روابط خارجية
- السيرة الذاتية لكينيث لين على موقع جامعة بوسطن.
- منشورات كينيث لين على منصة سبايريس.